# كورت أهرينس جونيور
كورت أهرينس جونيور (بالألمانية: Kurt Ahrens)‏ مواليد 19 أبريل 1940، هو سائق فورملا 1 ألماني سابق كان قد بدأ مسيرته الاحترافية عام 1968. كان أول سباق له هو سباق الجائزة الكبرى الألماني 1968. خاض خلال مسيرته 1 سباقاً.

## سباقات شارك فيها
- لو مان 24 ساعة
- بطولة العالم للسيارات الرياضية